# Élection présidentielle biélorusse de 2015
L'élection présidentielle biélorusse de 2015 se tient le 11 octobre 2015 pour élire le président de la République de Biélorussie. Alexandre Loukachenko est réélu pour un cinquième mandat avec plus de 80 % des voix dès le premier tour.

## Contexte
L'élection présidentielle biélorusse de 2010, qui avaient vu la réélection, sans surprise, de Loukachenko, avait été marquée par des arrestations, en particulier des candidats à l'élection. Des sanctions (interdiction de visa et gel des avoirs) avaient été prises contre le président et 150 membres de son entourage, qui s'était alors tourné vers la Russie, se posant comme un allié du président Vladimir Poutine, adhérant ainsi à son Union économique eurasiatique. La guerre ukrainienne et les difficultés de l'économie russe ont néanmoins amené Loukachenko à revenir vers l'Europe occidentale en envoyant des signaux, comme la libération de six opposants politique en août 2015, l'accueil des négociations entre l'Ukraine et les séparatistes pro-russes et la fin du projet d'une base militaire russe sur le sol biélorusse.
L'objectif pour Loukachenko est de présenter le scrutin présidentiel de 2015 sans heurts afin que l'Union européenne suspende ses sanctions et que le FMI contracte un prêt de 3,5 milliards d'euros au pays. Vitali Bousko, président du comité des affaires étrangères au Parlement déclare à ce sujet : « Il faut que les investisseurs arrivent en confiance et qu'il y ait une intégration profonde avec l'UE », bien que cette dernière reste vigilante sur la sincérité du président. Parmi les candidats d'opposition figure une femme, Tatiana Korotkévitch, alors que les plus radicaux ont été empêchés de se présenter ; celle-ci dénonce le faible temps de parole qui lui est accordé dans les médias.

## Système électoral
Le président de la République est élu au suffrage universel direct au cours d'un scrutin libre et secret pour un mandat de cinq ans, selon une forme modifiée du  scrutin uninominal majoritaire à deux tours : est élu le candidat qui recueille plus de 55% des suffrages exprimés au premier tour. À défaut, un second tour est organisé entre les deux candidats arrivés en tête, et celui recueillant le plus de suffrages est déclaré élu.

### Sondages
| Date              | Agence | Loukachenko | Korotkévitch | Statkiévitch | Niakliaïew | Liabiedzka | Gaïdoukévitch | Kaliakine | Oulakhovitch |
| ----------------- | ------ | ----------- | ------------ | ------------ | ---------- | ---------- | ------------- | --------- | ------------ |
| 31 mars 2015      | НИСЭПИ | 34,2 %      | —            | 4,5 %        | 7,6 %      | 2,9 %      | 1,1 %         | 1,6 %     | —            |
| 1er juillet 2015  | НИСЭПИ | 38,6 %      | 1,1 %        | 5 %          | 4,7 %      | 4,2 %      | 3,9 %         | 3,1 %     | —            |
| 30 septembre 2015 | НИСЭПИ | 47 %        | 17,9 %       | —            | —          | —          | 11,4%         | —         | 3,6%         |

## Contestation et répression
Amnesty International rapporte que les élections ont été marquées par des actes de harcèlement et de représailles à l'encontre des opposants politiques.

## Discours officiels des candidats
- 1er discours de Tatiana Korotkévitch
- 2e discours de Tatiana Korotkévitch
- 1er discours de Sergueï Gaïdoukévitch
- 2e discours de Sergueï Gaïdoukévitch
- 1er discours de Mikalaï Oulakhovitch
- 2e discours de Mikalaï Oulakhovitch

## Résultats
| Candidats                 | Candidats                  | Partis                    | Premier tour | Premier tour |
| Candidats                 | Candidats                  | Partis                    | Voix         | %            |
| ------------------------- | -------------------------- | ------------------------- | ------------ | ------------ |
|                           | Alexandre Loukachenko      | Indépendant               | 5 102 478    | 83,47        |
|                           | Tatiana Korotkevitch       | BSDP                      | 271 426      | 4,44         |
|                           | Sergueï Gaïdoukévitch (en) | LDPB                      | 201 945      | 3,30         |
|                           | Mikalaï Oulakhovitch (be)  | BPP                       | 102 131      | 1,67         |
|                           | « Aucun d'entre eux »      | « Aucun d'entre eux »     | 386 225      | 6,32         |
|                           |                            |                           |              |              |
| Votes valides             | Votes valides              | Votes valides             | 6 064 205    | 99,20        |
| Votes blancs ou invalides | Votes blancs ou invalides  | Votes blancs ou invalides | 48 808       | 0,80         |
| Total                     | Total                      | Total                     | 6 113 013    | 100          |
| Abstention                | Abstention                 | Abstention                | 895 669      | 12,78        |
| Inscrits/Participation    | Inscrits/Participation     | Inscrits/Participation    | 7 008 682    | 87,22        |